# Île Providence
Île Providence är en ö i Kanada.   Den ligger i provinsen Québec, i den östra delen av landet, 1 400 km öster om huvudstaden Ottawa. Arean är 0,66 kvadratkilometer.
Terrängen på Île Providence är mycket platt. Öns högsta punkt är 28 meter över havet. Den sträcker sig 0,9 kilometer i nord-sydlig riktning, och 1,4 kilometer i öst-västlig riktning.